# ادالین (ویرجینیای غربی)
ادالین، غرب ویرجینیا (به انگلیسی: Adaline, West Virginia) در ایالات متحده آمریکا است که در ویرجینیای غربی واقع شده‌است.

## خصوصیات
ادالین ۲۳۹٫۸۸ متر بالاتر از سطح دریا واقع شده‌است.